# Relais 4 × 400 mètres masculin aux Jeux olympiques d'été de 1956
Navigation
Helsinki 1952 Rome 1960
Le relais 4 × 400 mètres masculin des Jeux olympiques d'été de 1956 s'est déroulé les 30 novembre et 1er décembre 1956 à Melbourne ; 15 nations y ont participé.

## Records
| Record du monde  | 3 min 03 s 9 | Indes occidentales Arthur Wint Leslie Laing Herb McKenley George Rhoden | 27 juillet 1952 | Helsinki |
| Record olympique | 3 min 03 s 9 | Indes occidentales Arthur Wint Leslie Laing Herb McKenley George Rhoden | 27 juillet 1952 | Helsinki |

## Résultats

### Finale
| Place | Nation                                                                                     | Temps        |
| ----- | ------------------------------------------------------------------------------------------ | ------------ |
| 1ers  | États-Unis Tom Courtney Charlie Jenkins Lou Jones Jesse Mashburn                           | 3 min 04 s 7 |
| 2es   | Australie Graham Gipson Kevan Gosper Leon Gregory David Lean                               | 3 min 06 s 0 |
| 3es   | Royaume-Uni Peter Higgins Derek Johnson John Salisbury Michael Wheeler                     | 3 min 07 s 1 |
| 4es   | Équipe unifiée d'Allemagne Karl-Friedrich Haas Jürgen Kühl Walter Oberste Manfred Porschke | 3 min 08 s 2 |
| 5es   | Canada Douglas Clement Murray Cockburn Laird Sloan Terry Tobacco                           | 3 min 10 s 2 |
| 6es   | Indes occidentales Keith Gardner George Kerr Melville Spence Malcolm Spence                | DSQ          |

### Séries
Les 2 premiers sont qualifiés
| Place | Nation                                                               | Temps        |
| ----- | -------------------------------------------------------------------- | ------------ |
| 1ers  | Canada Douglas Clement Murray Cockburn Laird Sloan Terry Tobacco     | 3 min 10 s 6 |
| 2es   | États-Unis Tom Courtney Charlie Jenkins Lou Jones Jesse Mashburn     | 3 min 10 s 6 |
| 3es   | Tchéquie Jaroslav Jiranek Josef Trousil Vaclav Janesek Vilém Mandlík | 3 min 10 s 6 |
| 4es   | Finlande Eero Kivela Osvald Mildh Pentti Recola Voitto Hellstén      | 3 min 11 s 4 |

| Place | Nation                                                                            | Temps        |
| ----- | --------------------------------------------------------------------------------- | ------------ |
| 1ers  | Royaume-Uni Peter Higgins Derek Johnson John Salisbury Michael Wheeler            | 3 min 08 s 8 |
| 2es   | Indes occidentales Keith Gardner George Kerr Melville Spence Malcolm Spence       | 3 min 11 s 0 |
| 3es   | Union soviétique Anatoliy Yulin Ardalion Ignatyev Konstantin Grachev Yury Lituyev | 3 min 11 s 2 |
| 4es   | Kenya Arap Kiptalam Keter Bartonjo Rotich Kamau George Wanyoke Kibet Boit         | 3 min 17 s 6 |
| 5es   | Éthiopie Ayanev Bayene Beyene Legesse Hailou Abebe Mamo Wolde                     | 3 min 30 s 0 |

| Place | Nation                                                                                     | Temps        |
| ----- | ------------------------------------------------------------------------------------------ | ------------ |
| 1ers  | Équipe unifiée d'Allemagne Karl-Friedrich Haas Jürgen Kühl Walter Oberste Manfred Porschke | 3 min 09 s 8 |
| 2es   | Australie Graham Gipson Kevan Gosper Leon Gregory David Lean                               | 3 min 10 s 4 |
| 3es   | France Jacques Degats Jean-Paul Martin du Gard Jean-Pierre Goudeau Pierre Haarhoff         | 3 min 10 s 6 |
| 4es   | Japon Kanji Akagi Keiji Ogushi Shigeharu Suzuki Yoshitaka Muroya                           | 3 min 13 s 8 |
| 5es   | Porto Rico Francisco Rivera Ismael Delgado Iván Rodríguez Ovidio de Jesús                  | 3 min 13 s 8 |
| 6es   | Colombie Alfonso Muñoz Carlos Sierra Guillermo Zapata Jaime Aparicio                       | 3 min 27 s 4 |